# Komorów (Miechów)
Pour les articles homonymes, voir Komorów.
Komorów est une localité polonaise de la gmina et powiat de Miechów en voïvodie de Petite-Pologne.